# Wilson Eduardo
Wilson Bruno Naval da Costa Eduardo (Pedras Rubras, 8 juli 1990) - alias Wilson Eduardo - is een Angolees-Portugees voetballer die doorgaans als rechtsbuiten speelt. Wilson Eduardo is een oudere broer van João Mário. Hij debuteerde in 2019 voor het Angolees voetbalelftal.

## Clubcarrière
Wilson Eduardo verruilde in 2003 de jeugdacademie van FC Porto voor die van Sporting Lissabon. Omdat hij niet meteen doorbrak in het eerste elftal, werd hij verschillende malen uitgeleend. Hij speelde op uitleenbasis voor Portimonense SC, Real Massamá, SC Beira-Mar, SC Olhanense en Académica. Op 8 november 2012 scoorde hij twee doelpunten in de groepsfase van de UEFA Europa League voor Académica tegen Atlético Madrid. In 25 competitiewedstrijden kwam hij tot zes doelpunten voor Académica. In het seizoen 2013/14 krijgt Eduardo de kans om zich te tonen in het shirt van Sporting.

### GNK Dinamo Zagreb
Wilson Eduardo werd voor de zesde keer verhuurd door Sporting Portugal in het seizoen 2014/2015, maar ditmaal voor het eerst aan een club buiten Portugal, namelijk aan de Kroatische voetbalclub GNK Dinamo Zagreb. De Kroatische kampioen huurde de Portugees voor een jaar, met een optie tot afkoop, waarmee Wilson Eduardo de duurste aankoop in de geschiedenis van GNK Dinamo Zagreb kon worden. De vleugelspeler werd gehuurd door de Kroaten als extra kracht in de aanval, aangezien de overige aanvallers niet in topconditie waren. Met de aankoop van Wilson Eduardo kwam de teller op zes Portugezen in het elftal van de Kroatische ploeg. Nadat Wilson Eduardo niet aan de verwachtingen kon voldoen in de Kroatische hoofdstad, vertrok hij bij GNK Dinamo Zagreb.

### ADO Den Haag
Sporting verhuurde Wilson Eduardo in januari 2015 voor een half jaar aan ADO Den Haag. Hiervoor speelde hij veertien wedstrijden in de Eredivisie, waarin hij met zijn teamgenoten als dertiende eindigde.

### SC Braga
Wilson Eduardo liet Sporting Lissabon na zeven huurperiodes definitief achter zich en tekende in augustus 2015 een contract tot medio 2018 bij SC Braga, de nummer vier van Portugal in het voorgaande seizoen. In zijn verbintenis werd een optie voor nog een jaar opgenomen.

## Interlandcarrière
Wilson Eduardo speelde tussen 2010 en 2012 14 interlands voor Portugal –21, waarin hij zes doelpunten scoorde. Hij werd samen met vier andere GNK Dinamo Zagreb-spelers (Eduardo, Gonçalo Santos, Paulo Machado en Ivo Pinto) door bondscoach Fernando Santos opgeroepen op 28 september 2014 voor de Portugese voorselectie voor de vriendschappelijke wedstrijd tegen Frankrijk en de EK-kwalificatiewedstrijd tegen Denemarken.
Hij maakte de switch naar Angola en debuteerde in 2019 voor het Angolees voetbalelftal.